# West Pasco
West Pasco az Amerikai Egyesült Államok északnyugati részén, Washington állam Franklin megyéjében elhelyezkedő statisztikai település. A 2010. évi népszámlálási adatok alapján 3739 lakosa van.
2012-ben a helység területét Pascóhoz csatolták volna, azonban a helyiek ellenálltak.

## Népesség
A település népességének változása:
| Lakosok száma | 2894 | 3809 | 6210 | 7312 | 4629 | 3739 | 1747 |
|               | 1960 | 1970 | 1980 | 1990 | 2000 | 2010 | 2020 |

## Fordítás
- Ez a szócikk részben vagy egészben  a   West Pasco, Washington című angol Wikipédia-szócikk ezen változatának fordításán alapul.  Az eredeti cikk szerkesztőit annak laptörténete sorolja fel. Ez a jelzés csupán a megfogalmazás eredetét és a szerzői jogokat jelzi, nem szolgál a cikkben szereplő információk forrásmegjelöléseként.